# Victoria Nuland

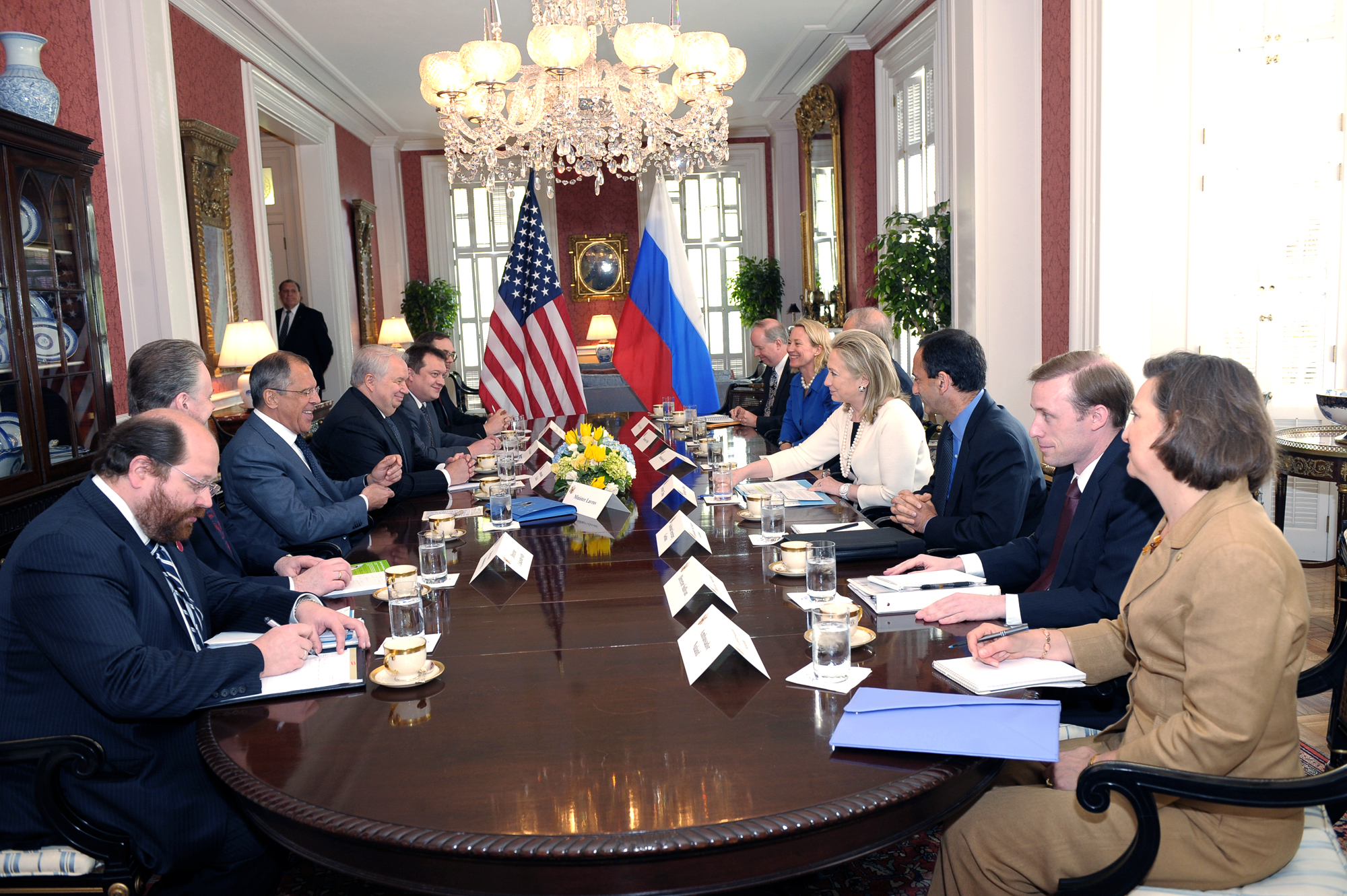
Victoria Nuland Hilary Clinton amerikai külügyminiszter és Szergej Lavrov orosz külügyminiszter találkozóján 2012-ben

Victoria Jane Nuland (New York, 1961. július 1. –) más néven Toria Nuland amerikai diplomata, politikai ügyekért felelős államtitkár, az Egyesült Államok megbízott külügyminiszter-helyettese. 2005 és 2008 között az Egyesült Államok 18. NATO-nagykövete, majd 2013 és 2017 között az európai és eurázsiai ügyekért felelős helyettes államtitkár. 2021 óta politikai ügyekért felelős államtitkár.

## Család és tanulmányok
Nuland 1961-ben született a sebész, bioetika– és orvostörténész professzor, Sherwin B. Nuland legidősebb gyermekeként, három testvére van. Ortodox zsidó nagyszülei (Meyer és Vitsche Nudelman – nevüket hivatalosan 1947-ben változtatták meg Nulandra) a 20. század elején vándoroltak be az Egyesült Államokba az akkor még Oroszországhoz tartozó Besszarábiából.
1979-ig a Choate-Rosemary Hall bentlakásos iskolába járt, majd a Brown Egyetemen szerzett diplomát. Nuland beszél oroszul, franciául és egy kicsit kínaiul is.

## Diplomáciai karrier
Nuland 1984 óta az Egyesült Államok külügyminisztériumában dolgozott, többek között diplomáciai megbízatásokat teljesített Mongóliában, Kínában és Oroszországban.

### Clinton-kormányzat
1993 és 1996 között, Bill Clinton elnöksége idején Nuland Strobe Talbott külügyminiszter-helyettes kabinetfőnöke volt, mielőtt a volt Szovjetunió ügyeiért felelős igazgatóhelyettesi posztra került.

### Bush-kormányzat
2003 és 2005 között Dick Cheney republikánus amerikai alelnök biztonságpolitikai tanácsadójaként dolgozott az iraki háború csúcspontján.
2005. június 20-tól 2008. május 2-ig az Egyesült Államok állandó NATO-képviselője volt (United States Permanent Representative to NATO). 2008 és 2009 között a Nemzeti Védelmi Egyetem professzora volt.

### Obama-kormányzat
2011 nyarán Nuland az európai hagyományos fegyveres erőkért felelős különmegbízott lett, majd 2013. február 11-ig a külügyminisztérium szóvivője.
2013 májusában Nulandot jelölték az európai és eurázsiai ügyekért felelős helyettes államtitkárnak, 2013. szeptember 18-án tette le az esküt. Helyettes államtitkárként ötven európai és eurázsiai országgal, valamint a NATO-val, az Európai Unióval és az Európai Biztonsági és Együttműködési Szervezettel fenntartott diplomáciai kapcsolatokat irányította.

### Ukrajna
A 2013. november 21-én kezdődött Euromajdan – a kijevi Majdan térről elnevezett tömeggyűlések és tüntetések – kezdetét követően Nulandnak a tüntetőket biztató, támogató nyilatkozatai voltak. Decemberben az USA-Ukrajna Alapítvány aláírását követő beszédében kijelentette, hogy az Egyesült Államok 1991 óta mintegy 5 milliárd dollárt költött demokráciaerősítő programokra Ukrajnában. Az orosz kormány Nuland kijelentését bizonyítékként értékelte arra nézvén, hogy az egész „színes forradalmat” tulajdonképpen az Egyesült Államok szervezte.

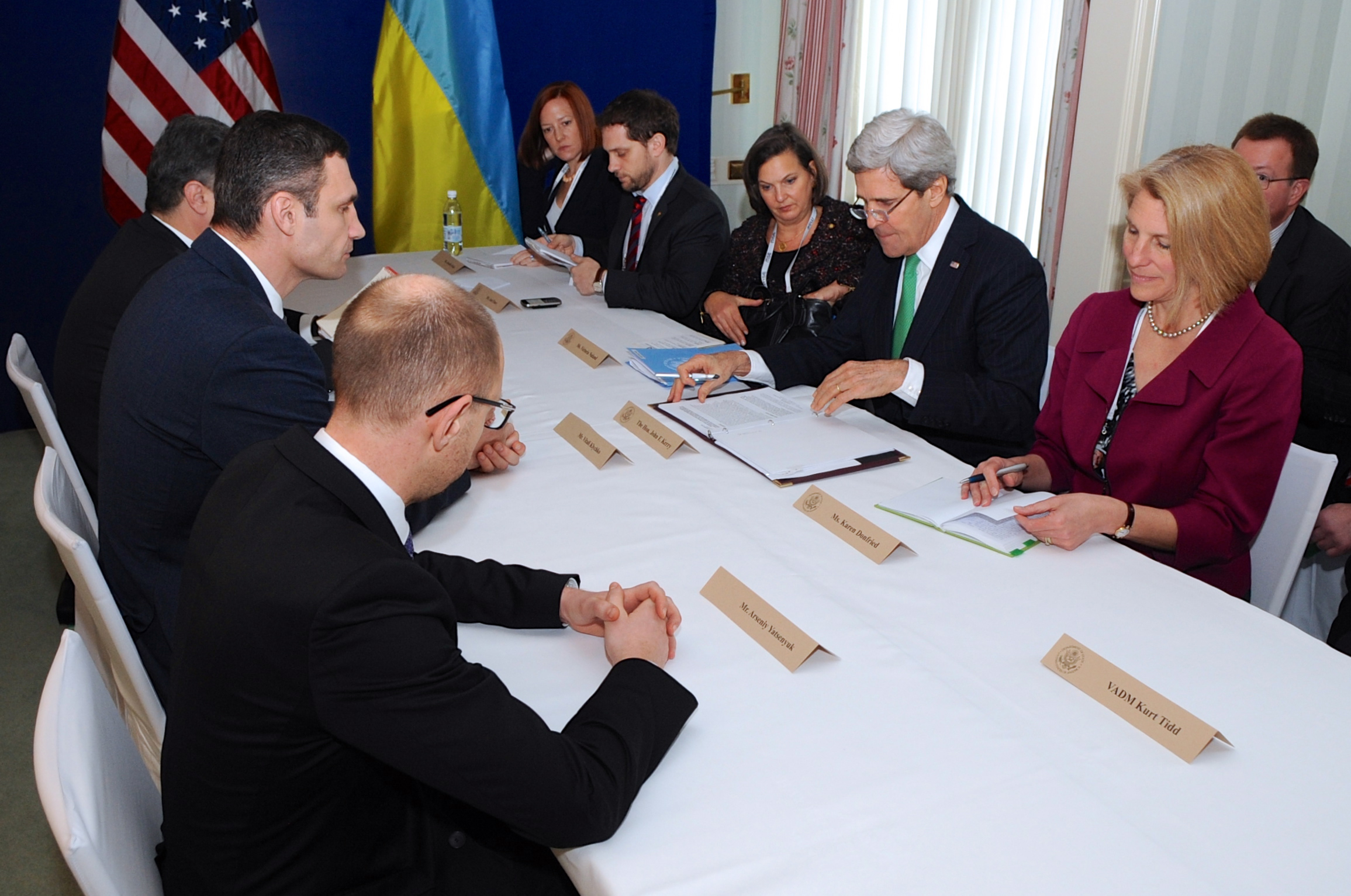
John Kerry amerikai külügyminiszter és Victoria Nuland ukrán ellenzéki vezetőkkel találkozik Münchenben 2014-ben

2014. február 4-én a YouTube-on közzétették a Nuland és Geoffrey Pyatt ukrajnai amerikai nagykövet 2014. január 28-án folytatott telefonbeszélgetésének felvételét. A hívás Janukovics ukrán elnök 2014. január 25-én tett ajánlatát követte. Az elnök a Majdan téri tüntetések lecsillapítása érdekében felajánlotta, hogy az ukrajnai ellenzék két tagját beveszi a kormányába, az egyiket akár miniszterelnöknek. Nuland és Pyatt megvitatta az ajánlatot, a lehetséges miniszterelnöki poszt kapcsán több ellenzéki személyiségről is megosztották egymással véleményüket. Nuland azt mondta Pyattnak, hogy Arszenyij Jacenyuk lenne a legalkalmasabb jelölt erre a posztra. Nuland azt javasolta, hogy inkább az ENSZ-nek, mint az Európai Uniónak kellene részt vennie a helyzet politikai megoldásának keresésében, hozzátette, hogy "fuck the EU", azaz "le van sajnálva az EU" (nagyon finom fordításban). Másnap Christiane Wirtz, a német szövetségi kormány helyettes kormányszóvivője és a Sajtó- és Tájékoztatási Hivatal helyettes vezetője kijelentette, hogy Angela Merkel német kancellár "teljesen elfogadhatatlannak" nevezte Nuland megjegyzését Az Európai Tanács elnöke, Herman Van Rompuy "minősíthetetlennek" ítélte az amerikaiaknak az EU-hoz való hozzáállást. Jen Psaki külügyminisztériumi szóvivő kijelentette, hogy az egyeztetés nem bizonyíték arra, hogy az amerikaiaknak bármilyen tervük lenne a politikai kimenetel befolyásolására, azt is hozzátette, hogy "nem kellene meglepődni azon, hogy megbeszélések folynak a közelmúlt eseményeiről és lehetőségeiről, valamint arról, hogy milyen a fejlemények történnek a történések helyszínén".

2015 februárjában Nuland egy sajtótájékoztatón kijelentette: az európaiak "félnek a gazdaságuknak okozott károktól, az oroszoktól érkező ellenszankcióktól". Az USA a jelenlévő Breedlove tábornok szerint mérsékelt páncéltörő fegyvereket szállíthatna, hogy Putyin számára növelje az tétet a harctéren. Az európaiak elutasították a fegyverszállításokat, és "diplomáciai megoldásokat" akartak; közben Nuland "Merkel moszkvai vacakolásának" nevezte Angela Merkel német kancellárnak a minszki tűzszüneti tárgyalások során Vlagyimir Putyin orosz elnökhöz tett útját.

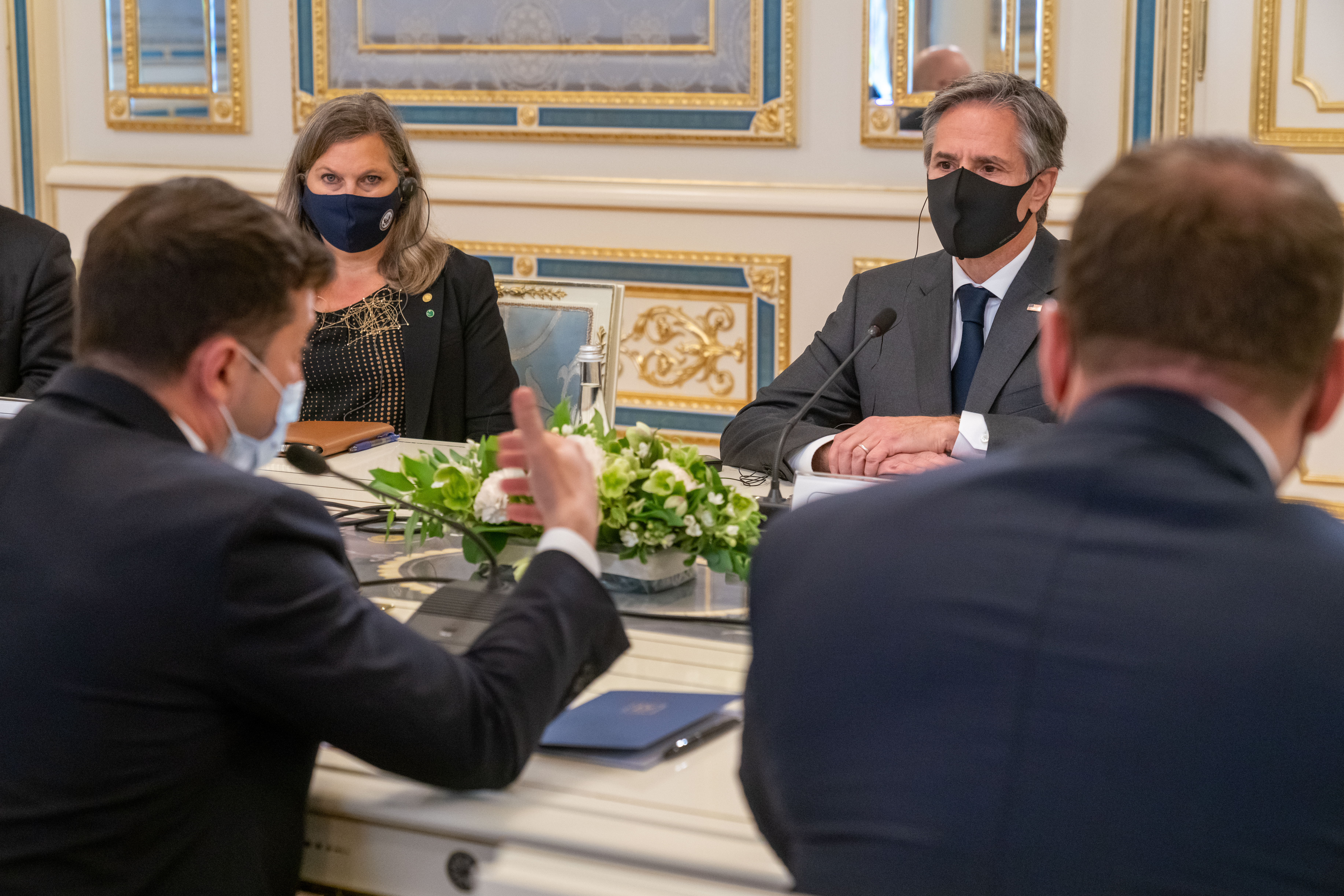
Antony J. Blinken amerikai külügyminiszter és Victoria Nuland találkozik Volodimir Zelenszkij ukrán elnökkel 2021-ben

Garri Kaszparov szerint az orosz propaganda Nuland szóbeli támogatását bizonyítékként használta arra, hogy a Majdan téri eseményeket a CIA tervezte meg ("... melynek a tüntetésekhez nyújtott támogatását az orosz propaganda arra használja fel, hogy bizonyítsa, hogy a tiltakozás és demonstráció valójában a CIA által irányított puccskísérlet volt"). Ebben az értelemben használták fel Nuland 2013-as nyilatkozatát is, miszerint az 1991 óta eltelt 22 évben az amerikai adófizetők pénzéből ötmilliárd dollárt fordítottak Ukrajnában jólétre, biztonságra és a demokrácia megteremtésére.

### Biden-kormányzat
2017 januárjában Nuland távozott a külügyminisztériumból, miután az újonnan beiktatott Trump-kormányzat számos magas rangú diplomatát távozásra szólított fel.
Négy év múltán az új Biden-kormány 2021. januári megalakulását követően Nulandot a hivatalba lépő Joe Biden elnök 2021 áprilisában az amerikai külügyminisztérium politikai ügyekért felelős államtitkárának nevezte ki, Nuland a felajánlott posztot még az év májusában el is foglalta. 2022 márciusában Nuland aggodalmát fejezte ki amiatt, hogy Oroszország Ukrajna megszállása során megszerezheti az ukrajnai biológiai kutatási létesítmények feletti ellenőrzést.
Egy 2023 elején tartott kongresszusi meghallgatáson Nuland a 2022-es Északi Áramlat 2 gázvezeték szabotázsával kapcsolatban kijelentette: "Jómagam, és megítélésem szerint a kormányzatom is, nagyon örül annak, hogy az Északi Áramlat 2 most már ... csak egy fémdarab a tenger fenekén."
Egy 2024 februárjában a CNN-ben Christiane Amanpournak adott interjúban Nuland a következő szavakkal érvelt amellett, hogy a kongresszus hagyjon jóvá egy 95,34 milliárd dolláros segélycsomagot Ukrajnának: "Nem szabad elfelejtenünk, hogy ennek a pénznek a nagy része egyenesen hozzánk, az Egyesült Államokba kerül vissza fegyvergyártásra".

## Nyugdíjazás
2024. március 5-én bejelentették, hogy Nuland a hónap végéig nyugdíjba vonul. Nuland azt remélte, hogy a külügyminiszter-helyettesként Wendy Sherman lesz az utódja, de Biden elnök Kurt M. Campbellt jelölte a posztra. Az orosz külügyminisztérium Nuland távozását úgy kommentálta, hogy az annak a jele, hogy az Egyesült Államok Nuland által meghatározott Oroszországgal szembeni politikája, "ruszofóbiája" kudarcot vallott.
Nuland nyugdíjazásáig Antony Blinken külügyminiszter, Jake Sullivan nemzetbiztonsági tanácsadó és harmadikként Nuland határozták meg a Biden-kormány külpolitikáját. A nemzetközi tiszteletnek örvendő Seymour Hersh oknyomozó újságíró szerint ennek a triumvirátusnak a tagjai az Egyesült Államok történetének legtehetségtelenebb külpolitikai vezetői voltak .

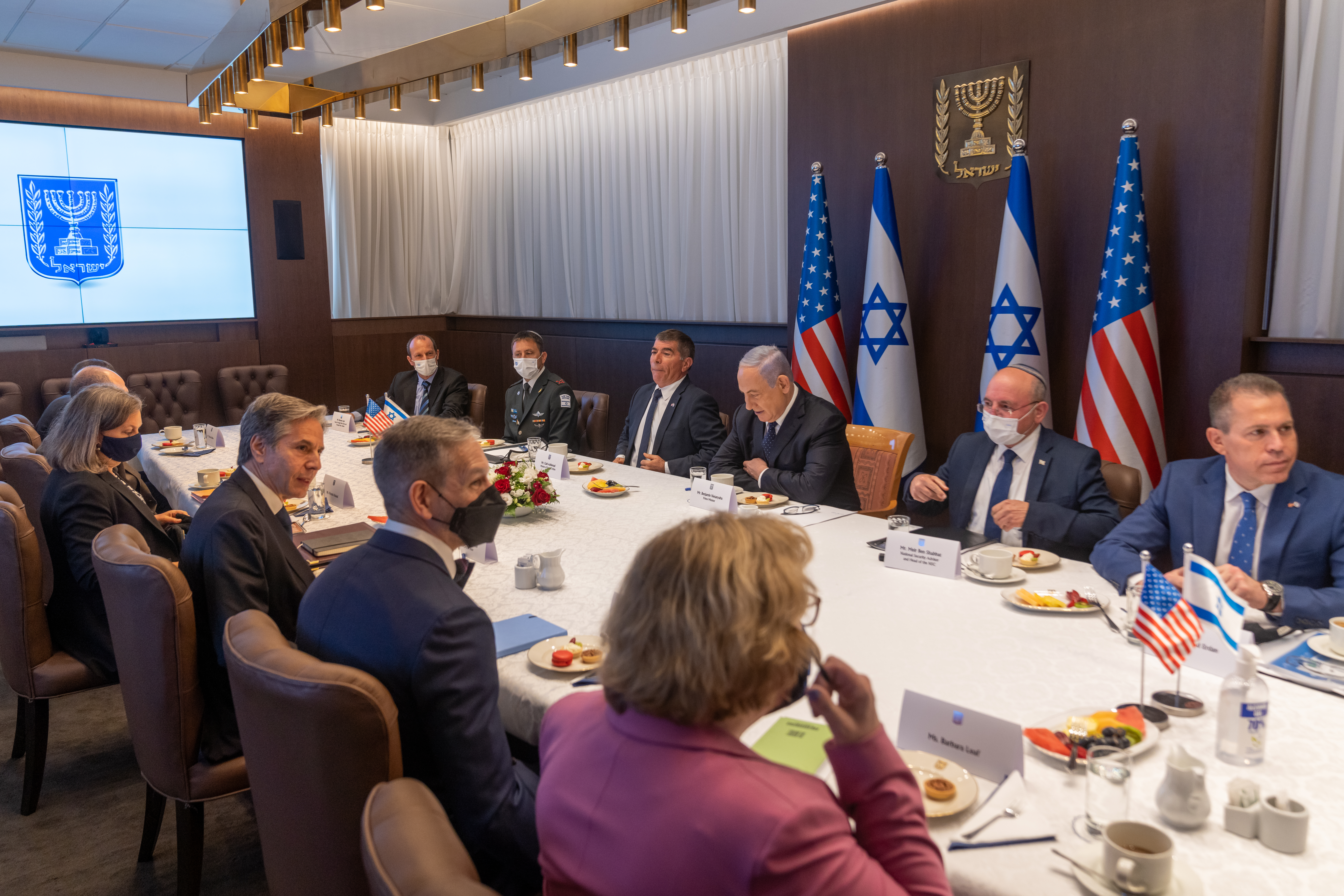
Antony J. Blinken külügyminiszter és Victoria Nuland találkozója Benjámin Netanjáhú izraeli miniszterelnökkel Jeruzsálemben 2021. májusában

## Család
Nuland Robert Kagan történész felesége. A házaspárnak két gyermeke van: Elena lányuk 1997-ben, David fiuk 1999-ben született.

## Publikációk
- Richard Lugar, Victoria Nuland: Council on Foreign Relations, New York 1997, ISBN 978-0-87609-203-3 (korlátozott előnézet a Google Könyvkeresőben).

## Külső linkek
- Official biography Archiválva 2016. november 12-i dátummal a Wayback Machine-ben. at the U.S. State Department
- Official biography at the U.S. State Department (2008 archive)
- Official biography at the U.S. NATO Mission website (2010 archive)
- C-SPAN Q&A interview with Nuland, June 18, 2006